# Манастир Благовештење
Манастир Благовештење је некадашњи средњовековни манастир, чије се рушевине налазе уз десну обалу реке Млаве у зони улаза у Горњачку клисуру, из правца Петровца на Млави. Остаци манастира представљају део јединствене целине, која је обухватала шире подручје средњовековног града Ждрела.

## Манастирски комплекс
Манастирски комплекс са пратећим објектима изграђена је на стеновитој косини која се каскадно спушта до пута, окружена са три стране литицама. У историјским изворима се помиње први пут 1428. године када бежећи пред угарском војском из манастира Дајше код Каоне у Благовештење долази монах познат под именом Инок из Далше.. У Благовештењу је преписао Јеванђеље и писао летопис. Последњи пут се помиње у 17. веку, 1628. године. Читав комплекс је археолошки истражен 1981. и 1984. године, а упоредо су обављени  и конзерваторско-рестауторски радови на читавом комплексу.

## Манастирска црква
Црква има основу у облику типичног моравског трикохонса са припратом на западу, па је датована у крај 14. века. Укупна дужина износи 12,5m, а ширина 6m (8,5m са конхама). Грађена је од притесаног камена, а дебљина зидова је 90cm. У средишту олтарске апсиде пронађена је дводелна камена часна трпеза. Јужна половина је, према падини, већим делом због одроњавања уништена. Простор у манастиру је доста скучен због природе терена. Издељен је потпорним зидовима у више нивоа на којима је откривено неколико помоћних манастирских објеката (трпезарија, пекара, пећ за керамику).
У пространој зазиданој пећини источно од цркве налази се испосница у три нивоа.